# Rhinolophus euryotis
Rhinolophus euryotis es una especie de murciélago de la familia Rhinolophidae.

## Distribución geográfica
Se encuentra en Indonesia, Timor Oriental y Papúa Nueva Guinea.  

## Taxonomía
Se reconocen 6 subespecies:
- R.e.euryotis: Ambon, Seram, Yamdena, Timor;
- R.e.aruensis (Andersen, 1907): Islas Aru;
- R.e.burius (Hinton, 1925): Buru;
- R.e.praestens (Andersen, 1905): Kai Besar;
- R.e.tatar (Bergmans & Rozendaal, 1982): Sulawesi;
- R.e.timidus (Andersen, 1905): Islas Molucas: Halmahera, Bacan, Bisa; Nueva Guinea, Batanta, Yapen, Kiriwina, Archipiélago Bismarck: Islas del Duque de York, Nueva Bretaña, Nueva Irlanda.